# 主体年号
主体年号（しゅたいねんごう、チュチェねんごう、朝: 주체년호）とは、1997年から2024年まで朝鮮民主主義人民共和国（北朝鮮）で使用されていた紀年法で、金日成が生まれた1912年を元年とする。暦法はグレゴリオ暦を採用している。西暦から1911を減じた値となる。
2024年10月中旬から使用を中止していると報じられた。なお西暦2024年は、主体113年であった。

## 実施

### 起源
1988年に、北朝鮮で主体年号が初めて提案された。これは北朝鮮の天道教青友党党首で、朝鮮天道教中央指導委員長や朝鮮宗教家協議会会長、祖国平和統一委員会副委員長を務めた崔徳新が、自身の著書『金日成、彼は天主様』の中で、初めて主体年号の使用を提案したことに由来する。

### 使用

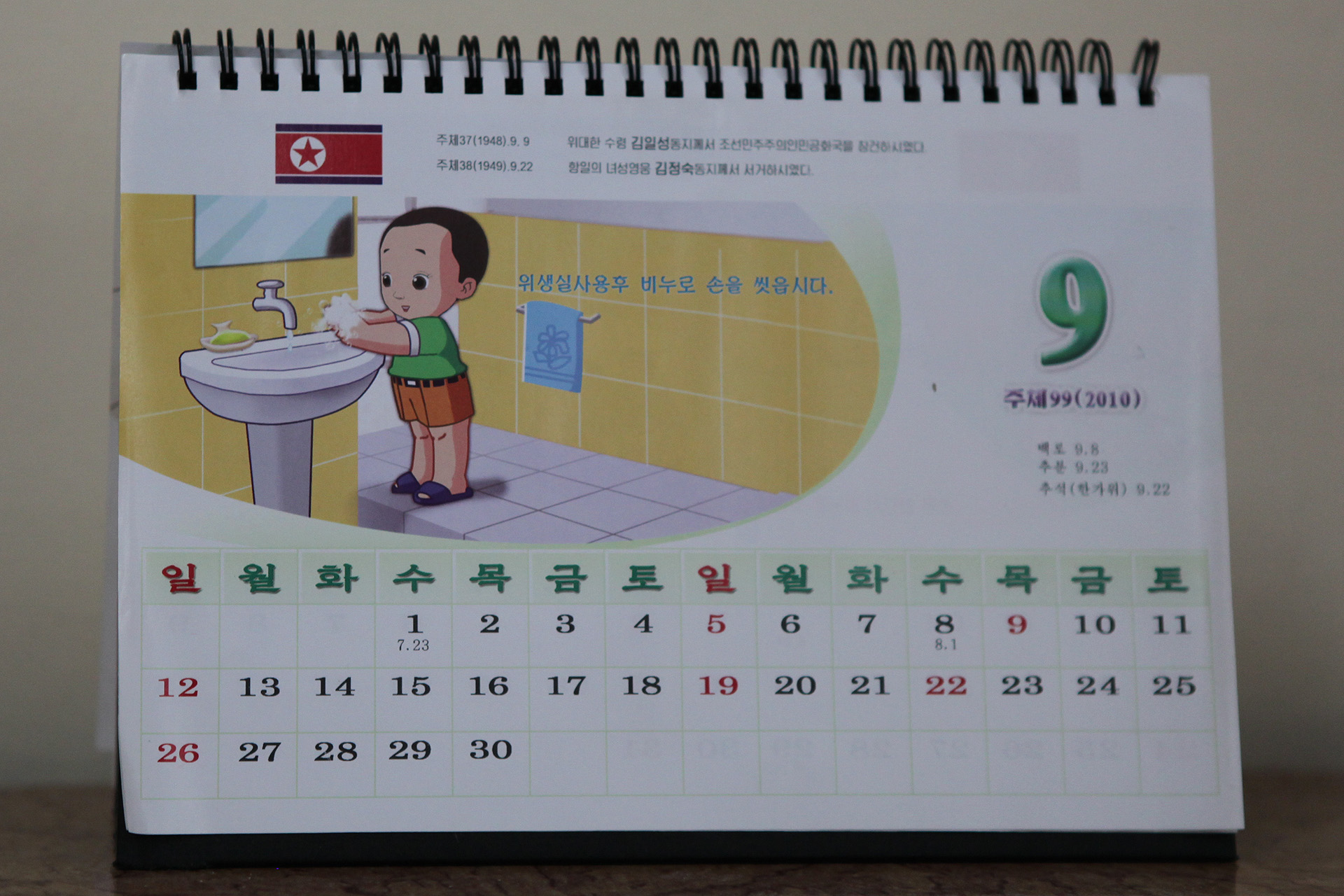
北朝鮮で発行された2010年（主体99年）9月のカレンダー。9の数字の下に「主体99（2010）」と主体暦と西暦が併記されている。

金日成の生誕年である1912年を元年とする。他の紀年法と同様に元年を1年として計算するため、金日成の生誕周年と暦の年数の間には1年の差があり、金日成生誕100周年に当たる2012年は「主体101年」となる。無期限の紀年法であり、暦法はグレゴリオ暦であるため、年数以外の月日については西暦と共通する。
北朝鮮では成立から一貫して西暦を公用年号として用いていたが、金日成3年忌の翌日に1997年7月9日午後7時の「重大放送」に新たな紀年法として主体年号が公表された。そのため、「主体元年」から「主体86年7月8日」まで公的には使われていない。建国記念日の1997年9月9日から使用開始された。
北朝鮮の公式的な行事、マスメディアやカレンダーといった公的な場で使用された。主体年号が使われる場合でも西暦と併用であったりする。朝鮮中央テレビや朝鮮の声放送の日本語放送では（漢字で書ける語の場合、どのように読むかは政治が絡む事情である）「チュチェ○、(西暦)△年」と読んでいる。

### 使用中止
2024年10月12日付の朝鮮労働党機関紙の労働新聞の日付欄では「主体113（2024）年」と記されていたが、翌13日付からは西暦表記のみとなった。また、10月11日夜の北朝鮮外務省の重大声明では主体年号が併記されていたが、10月12日に公表された金正恩の妹で朝鮮労働党副部長・金与正による談話では西暦表記のみとなった。そのため、（北朝鮮の政府は明言していないが）2024年10月12日から主体年号の使用を中止したとみられる、と報じられた。

## 西暦・和暦との対照表
※主体元年（1912年） - 主体85年（1996年）までは公的に用いられていないため、省略している。
| 主体 | 86年   | 87年   | 88年   | 89年   | 90年   | 91年   | 92年   | 93年   | 94年   | 95年   |
| 檀君 | 4330年 | 4331年 | 4332年 | 4333年 | 4334年 | 4335年 | 4336年 | 4337年 | 4338年 | 4339年 |
| 西暦 | 1997年 | 1998年 | 1999年 | 2000年 | 2001年 | 2002年 | 2003年 | 2004年 | 2005年 | 2006年 |
| 平成 | 9年    | 10年   | 11年   | 12年   | 13年   | 14年   | 15年   | 16年   | 17年   | 18年   |

| 主体 | 96年   | 97年   | 98年   | 99年   | 100年  | 101年  | 102年  | 103年  | 104年  | 105年  |
| 檀君 | 4340年 | 4341年 | 4342年 | 4343年 | 4344年 | 4345年 | 4346年 | 4347年 | 4348年 | 4349年 |
| 西暦 | 2007年 | 2008年 | 2009年 | 2010年 | 2011年 | 2012年 | 2013年 | 2014年 | 2015年 | 2016年 |
| 平成 | 19年   | 20年   | 21年   | 22年   | 23年   | 24年   | 25年   | 26年   | 27年   | 28年   |

| 主体 | 106年  | 107年  | 108年  | 109年  | 110年  | 111年  | 112年  | 113年  |
| 檀君 | 4350年 | 4351年 | 4352年 | 4353年 | 4354年 | 4355年 | 4356年 | 4357年 |
| 西暦 | 2017年 | 2018年 | 2019年 | 2020年 | 2021年 | 2022年 | 2023年 | 2024年 |
| 平成 | 29年   | 30年   | 31年   | --     | --     | --     | --     | --     |
| 令和 | --     | --     | 元年   | 2年    | 3年    | 4年    | 5年    | 6年    |

## 他の紀年法との一致
主体年号は、日本の大正、および中華民国（台湾）の民国紀元と元年が一致するので、「主体N年」は「大正N年」と「民国N年」に相当する。ただし、大正は皇紀のような紀元ではなく元号であって、1912年7月30日から1926年12月25日までの期間なので、完全には一致しない。もっとも、大正元年である大正天皇の践祚年（即位は大正4年）と、主体元年である金日成の誕生年と、中華民国の成立年が偶然にも同年であるというだけで、これら3つに関連性は全くない。